# Steven Hill
Steven Hill, właśc. Solomon Krakovsky (ur. 24 lutego 1922 w Seattle, zm. 23 sierpnia 2016 w Nowym Jorku) – amerykański aktor. Odtwórca roli prokuratora okręgowego Adama Schiffa w serialu NBC Prawo i porządek (1990–2000), za którą był dwukrotnie nominowany do nagrody Emmy dla najlepszego aktora drugoplanowego w serialu dramatycznym (1998, 1999) i siedmiokrotnie do Nagrody Gildii Aktorów Ekranowych (1995–2001). Wystąpił w roli Dana Briggsa w serialu akcji CBS Mission: Impossible (1966–1967).

## Życiorys
Urodził się w Seattle w stanie Waszyngton w rodzinie emigrantów żydowskich z Rosji jako syn Leny Rosen Krakovsky i Hilla Krakovsky’ego, właściciela sklepu meblowego. Postanowił zostać aktorem w wieku sześciu lat, kiedy wystąpił w głównej roli w inscenizacji Flecista z Hameln. Po ukończeniu Garfield High School w Seattle, w 1939 studiował na University of Washington i służył przez cztery lata w United States Navy podczas II wojny światowej. Po ukończeniu studiów, przeniósł się najpierw do Chicago, a następnie do  Nowego Jorku, aby rozpocząć karierę aktorską. 
W 1946 trafił na Broadway w roli żołnierza w sztuce Bena Hechta Narodziny flagi u boku Marlona Brando. W 1947 dołączył do nowo utworzonego Actors Studio. W 1948 dostał małą rolę marynarza Stefanowskiego w przebojowym przedstawieniu na Broadwayu Mister Roberts w reżyserii Joshuy Logana.
Na kinowym ekranie po raz pierwszy pojawił się jako Jack w dramacie kryminalnym noir Dama bez paszportu (A Lady Without Passport, 1950) z Hedy Lamarr. Wystąpił także w drugoplanowych rolach w tak znanych filmach jak: Orły Temidy (1986), Zgaga (1986) czy Firma (1993). Przez 10 lat grał jedną z głównych ról w serialu  Prawo i porządek (1990-2010). 
8 kwietnia 1951 zawarł związek małżeński z Selmą Stern, z którą miał czworo dzieci. W 1964 doszło do rozwodu. W 1967 ożenił się z Rachel Schenker, którą miał pięcioro dzieci.
Był jednym z niewielu ortodoksyjnych aktorów żydowskich pracujących przez większą część swojej kariery. Zmarł 23 sierpnia 2016 w szpitalu w Nowym Jorku na nowotwór złośliwy.

## Filmografia
Filmy:
- A Lady Without Passport (1950) jako Jack (filmowy debiut)
- Bogini (1958) jako John Tower
- Dziecko czeka (1963) jako Ted Widdicombe
- Wątła nić (1965) jako Mark Dyson
- Teraz moja kolej (1980) jako Jacob
- Naoczny świadek (1981) jako porucznik Jacobs
- Bogate i sławne (1981) jako Jules Levi
- Yentl (1983) jako rabin Alter Vishkower
- Nauczyciele (1984) jako Sloan
- Garbo mówi (1984) jako Walter Rolfe
- Dwie kobiety (1986) jako Teddy Petherton
- Wspomnienia z Brighton Beach (1986) jako pan Stroheim
- Orły Temidy (1986) jako Bower
- Zgaga (1986) jako Harry Samstat, ojciec Rachel
- Jak to się robi w Chicago (1986) jako Martin Lamanski
- Stracone lata (1988) jako Donald Patterson
- Zastrzyk energii (1989; lub inny tytuł – Sposób na sukces) jako Max Sherman
- Biały pałac (1990) jako Sol Horowitz
- Billy Bathgate (1991) jako Otto Berman
- Firma (1993) jako F. Denton Voyles

Seriale TV:
- Alfred Hitchcock przedstawia (1955-65) jako Joe Kedzie (gościnnie, 1957)
- Nietykalni (1959-63) jako Jack „Legs” Diamond/Joseph December Jr. (gościnnie, 1960 i 1962)
- Doktor Kildare (1961-66) jako dr Chandra Ramid (gościnnie, 1962)
- Spotkanie z Alfredem Hitchcockiem (1962-65) jako Charlie Osgood/Robert Manners (gościnnie, 1964 i 1965)
- Ścigany (1963-67) jako Glenn Madison (gościnnie, 1966)
- Mission: Impossible (1966-73) jako Dan Briggs
- Martin Luther King (1978) jako Stanley Levison
- Tylko jedno życie (1968-2012) jako Aristotle Descamedes (gościnnie, 1984)
- Columbo jako pan Marosco (w odc. pt. Morderstwo, mgła i cienie (inny tytuł – W cieniu iluzji) z 1989)
- Prawo i porządek (1990-2010) jako prokurator Adam Schiff (w l. 1990-2000)
- Prawo i porządek: sekcja specjalna (od 1999) jako prokurator Adam Schiff (gościnnie, 2000)